# Pete Desjardins
Pete Desjardins (St-Pierre-Jolys, 12 de abril de 1907 – Miami, 6 de maio de 1985) foi um saltador estadunidense, campeão olímpico.

## Carreira
Ele competiu nos Jogos Olímpicos de Verão de 1928 em Amsterdã e venceu a prova masculina de trampolim de 3 metros com a pontuação total de 185.04. Na mesma edição, também se consagrou campeão na prova de plataforma de 10 metros com 98.74 pontos. Desjardins também estudou economia na Universidade de Stanford e foi membro do Stanford Athletic Hall of Fame.